# Làng Chăm Mỹ Nghiệp
Làng Chăm Mỹ Nghiệp, hay làng Chăm Irahani, là làng nghề cổ thuộc huyện Ninh Phước, nằm cách thành phố Phan Rang – Tháp Chàm 10 km về phía Nam theo Quốc lộ 1. Đây là điểm tham quan du lịch du lịch hấp dẫn của tỉnh Ninh Thuận. Cùng với Gốm Bàu Trúc, đây được xem là làng nghề cổ nhất Đông Nam Á. Nét độc đáo của làng nghề cổ này chính là việc người dân dệt vải theo cách thủ công truyền thống, không hề sử dụng máy móc, bảo lưu tốt gần như nguyên vẹn các công đoạn ông bà để lại như: chất liệu, hoa văn, bí quyết phối màu hay màu nhuộm.

## Lịch sử
Hiện chưa biết chính xác ai là ông tổ của nghề dệt thổ cẩm. Chỉ biết theo các nghệ nhân truyền miệng, nghề dệt thổ cẩm xuất hiện ở làng Mỹ Nghiệp từ rất lâu, vào thế kỷ 10. Ông tổ nghề dệt là ông Sha Mú Cha Leng và bà Xa đã đến ngôi làng này. Chính ông là người đã sáng tạo nên nghề dệt thổ cẩm rồi truyền cho con cháu cho đến ngày nay.

## Nguyên liệu
Quá trình dệt thổ cẩm ban đầu chỉ dùng vào mục đích làm trang phục cho người quá cố và sản phẩm tiêu dùng cá nhân. Với các nguyên liệu sẵn có như như: cây Chùm Bầu, cây Mo, người dân dệt nên những tấm vải và dùng bùn non làm phẩm nhuộm và dùng các khung gỗ thô sơ làm công cụ tạo ra sản phẩm.